# Гомофілія
Гомофілія - це емоційна схильність людини взаємодіяти, спілкуватися з особами, подібними на неї, яких можна також описати як побратим. Потяг може стосуватися різних критеріїв, таких як стать, етнічне походження, соціально-економічний статус або рівень освіти та не мати вираженого еротичного характеру.

## Класифікація
Пауль Ф. Лазарсфельд і Роберт К. Мертон класифікували критерії оцінки для реєстрації гомосексуальності на статусно-орієнтовані та ціннісно-орієнтовані. Статусно-орієнтовані критерії включають більш очевидні фактори, такі як стать, вік, етнічна приналежність, релігійність, освіта та соціальний статус або поведінкові особливості. Ціннісно-орієнтовані критерії стосуються внутрішніх факторів, які не є очевидними на перший погляд. До них відносяться уміння, установка, переконання, бажання та цілі.
Ще одну важливу категоризацію для вимірювання гомофілії ввели Міллер Макферсон та ін. Автори розрізняють базову гомофілію та інбридингову гомофілію. Базова гомофілія - це міра схожості групи, яку можна очікувати випадково, без втручання членів групи. Класичним прикладом є однорідний віковий розподіл школярів у класі. Інбридингова гомофілія - це міра, яка описує, наскільки велика схожість груп, що виходить за рамки подібності, очікуваної випадково.

## Критика
Формування гомофільних груп призводить до полегшення комунікації всередині групи, а також до полегшення координації дій та діяльності. Однак, водночас, може відбутися втрата індивідуальності всередині групи, оскільки багато схожих поглядів можуть призвести до групового мислення. Селективне отримання інформації є одним з можливих виходів.